# Szamotuły
Szamotuły és una ciutat de Polònia, es troba al voivodat de Gran Polònia, a 30 km al nord-oest de Poznań, capital de la regió. El 2016 tenia 18.799 habitants.

## Ciutats agermanades
- Brignoles, França
- Groß-Gerau, Alemanya
- Tielt, Bèlgica
- Halderberge, Països Baixos
- Kinna, Suècia
- Bruneck, Itàlia